# C2000

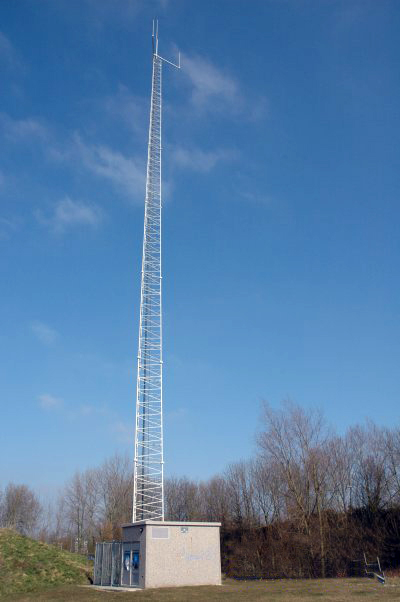
C2000-basisstation

C2000 is een gesloten communicatienetwerk voor spraakverbindingen en alarmering in Nederland. Het valt onder de verantwoordelijkheid van het ministerie van Justitie en Veiligheid. Het systeem bestaat sinds 2004 en maakt deel uit van de Nederlandse vitale infrastructuur. De volgende hulp- en veiligheidsdiensten maken er gebruik van:
- Politie
- Brandweer
- Ambulancediensten
- Rode Kruis Noodhulpteams
- Reddingsbrigade
- Koninklijke Nederlandse Redding Maatschappij (KNRM)
- Kustwacht
- Douane
- Koninklijke Marechaussee
- Defensie Bewakings- en BeveiligingsOrganisatie (DBBO)
- Defensie Ambulance
- Militaire Inlichtingen- en Veiligheidsdienst (MIVD)
- Algemene Inlichtingen- en Veiligheidsdienst (AIVD)
- Buitengewoon Opsporingsambtenaren (BOA's, handhavers, boswachters)

De oorspronkelijke opdrachtgever voor het netwerk was het Ministerie van Binnenlandse Zaken, later kwam het in beheer bij het ministerie van Justitie en Veiligheid. Er zijn in Nederland zo'n 525 masten voor C2000 gebouwd, ze zijn onderling verbonden.

## C2000

### Standaard
C2000 is gebaseerd op de wereldwijde TETRA-standaard. Zoals GSM de standaard is voor mobiele telefonie voor het grote publiek, is TETRA de standaard voor mobiele communicatie voor de Openbare Orde en Veiligheidsdiensten. TETRA is de afkorting voor Terrestrial Trunked Radio. Het biedt een aantal extra faciliteiten voor de hulpverleningsinstanties en werkt op een andere frequentie dan GSM.
Extra mogelijkheden ten opzichte van GSM zijn er bijvoorbeeld op het gebied van groepsgesprekken en directe communicatie tussen de mobielen, de zogenaamde DMO (Direct Mode Operation). In tegenstelling tot het vorige analoge systeem zijn gesprekken in C2000 niet meer met een scanner af te luisteren door derden. Communicatie op het C2000 netwerk is versleuteld. TETRA ondersteunt 32 Static Cipher Keys. In Nederland is gekozen voor een in eigen beheer ontwikkeld protocol, TEA2.

### Componenten

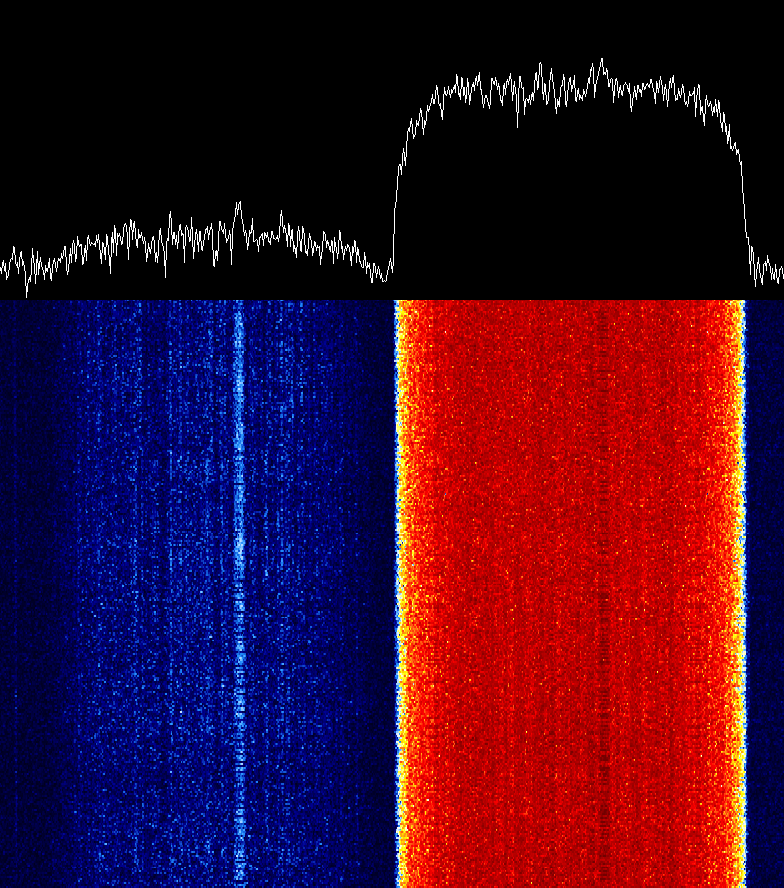
Zwak T2000 signaal (links) naast sterk T2000 signaal (rechts)

Formeel bestaat C2000 uit drie componenten:
- het T2000 (TETRA) netwerk voor de spraak- en datacommunicatie (in de spreektaal wordt met C2000 meestal het T2000-systeem bedoeld)
- het P2000 (Paging) alarmeringsnetwerk op basis van het Flex-protocol, en
- de meldkamerbedieningen M2000.

T2000 wordt door alle disciplines gebruikt, P2000 is met name bedoeld voor de brandweer en ambulancezorg, die met dit systeem 'opgepiept' kunnen worden. TETRA en Flex zijn volstrekt gescheiden.
Voor T2000 zijn de frequentiebanden 380,000 MHz - 385,000 MHz (mobiel) en 390,000 MHz - 395,000 MHz (vast) in gebruik. P2000 maakt gebruik van de frequentie 169,650 MHz.
Naast het TETRA-netwerk is ook een nieuw Geïntegreerd Meldkamer Systeem (GMS) ingevoerd.

### Invoering
Op 29 mei 2003 werd bekend dat er sprake is van een aanzienlijke kostenoverschrijding en vertraging van de invoering van C2000, waar de Algemene Rekenkamer een rapport over heeft geschreven. Dit rapport kwam 5 juni 2003 uit en uiteindelijk is het systeem in 2004 in gebruik genomen. 
Eerdere (politieke) beroering ontstond over de slechte dekking tijdens de tests in de regio Amsterdam, en de risico's van de gepulst zendende Tetra randapparatuur in de omgeving van medische apparaten.
Sinds oktober 2007 zijn alle veiligheidsregio's over gegaan op C2000. Een aantal korpsen (met name van de brandweer) is echter toch weer gebruik gaan maken van andere object portofoons (DMO) vanwege verbindingsproblemen die inherent zijn aan het TDMA systeem en tot gevaarlijke situaties kunnen leiden.
Het netwerk is aangelegd en werd onderhouden door TetraNed / KPN CC, met Motorola als systeemleverancier. Om het netwerk te laten voldoen aan specifieke eisen van de Nederlandse overheid heeft TetraNed een aantal speciale ontwikkelingen gerealiseerd. Deze speciale ontwikkelingen zijn uitgevoerd door het Delftse ingenieursbureau Cuperus Consultants. Op 9 september 2004 heeft TetraNed het netwerk formeel overgedragen aan het Ministerie van Binnenlandse Zaken.
Het Motorola netwerk is na jaren dienst op 30 januari 2020 uitgezet, en vervangen door een nieuw Tetra netwerk van Hytera met een meldkamer oplossing van Cuperus Consultants. Dit netwerk zal uiteindelijk opgevolgd gaan worden door een nieuw netwerk op basis van LTE / 5G. De tender hiervoor zal leiden tot een operationeel netwerk rond 2025.

### Dekking
In principe biedt het netwerk een landelijke dekking binnen Nederland. Omdat bleek dat op een aantal locaties de dekking onvoldoende was zijn er na voltooiing nog een aantal masten bijgeplaatst. Het netwerk is niet bedoeld voor 100% dekking binnen gebouwen. Lokale overheden kunnen bepaalde gebouwen aanwijzen als speciale dekkingslocatie waarna apparatuur voor ontvangst in dat gebouw geplaatst moet worden op kosten van de gebouweigenaar. Voor alle overige gebouwen is ontvangst niet gegarandeerd, wat problemen kan opleveren bij de inzet van de hulpdiensten.

### Noodvoorzieningen
Elke C2000-mast is voorzien van een noodstroomvoorziening in de vorm van accu's die gedurende ongeveer vier uur voldoende energie leveren voor gebruik van de mast. Voor langere stroomstoringen beschikt de brandweer over aggregaten die de masten van elektriciteit kunnen voorzien.
Bij langdurige uitval van een mast of bij een dekkingsprobleem tijdens evenementen of calamiteiten kunnen mobiele opstelpunten opgezet worden. In totaal bevinden zich in Nederland zes mobiele zendmasten.

## C2000 en A.S.T.R.I.D.
In België bestaat een gelijkwaardig radiocommunicatienetwerk dat een nationale radiodekking voorziet voor alle Belgische hulpverlenings- en veiligheidsdiensten.
Het Belgisch systeem heeft als naam A.S.T.R.I.D., dat een afkorting is van All-round Semi-cellular Trunking Radio communication system with Integrated Dispatching. Het verschil tussen het Belgische en Nederlandse netwerk (buiten de leverancier van de radio-infrastructuur) is dat bij het A.S.T.R.I.D.-systeem een netwerk van digitale meldkamers geïntegreerd is in het TETRA radionetwerk.
In de nacht van 25 oktober 2005 op 26 oktober 2005 is het Nederlandse C2000-communicatiesysteem voor de eerste maal gekoppeld aan het Belgische A.S.T.R.I.D.-communicatiesysteem tijdens een grensoverschrijdende controle-actie door de Belgische en Nederlandse politiediensten.
De Finse tegenhanger van A.S.T.R.I.D. en C2000 is V.I.R.V.E. In Groot-Brittannië wordt het TETRA netwerk uitgebaat door de commerciële operator O2 onder de naam O2 Airwave.

## Problemen
Al vanaf het begin zijn er problemen geweest met het gebruik van C2000:
- Wanneer een brandweerman een gebouw ingaat, kan het contact met collega's buiten het gebouw wegvallen. Omdat dit levensbedreigend kan zijn, maken sommige brandweerkorpsen in dergelijke gevallen gebruik van andere portofoons. Met een analoog systeem is er wel sprake van ruis, maar meestal is er ondanks die ruis wel contact mogelijk. Tetra gebruikt TDMA, waardoor er in gebouwen, door reflecties, soms problemen ontstaan in de verbinding. De meeste brandweerkorpsen maken voor onderling contact tussen een bevelvoerder en de manschappen geen gebruik van het C2000-netwerk, maar gebruiken de zogenaamde direct mode operation (DMO) van de portofoons. Hierbij communiceren de portofoons rechtstreeks met elkaar en niet met een zendmast. Andere korpsen maken wél gebruik van het C2000 netwerk voor de onderlinge communicatie.
- Bij calamiteiten is er veel communicatiebehoefte waardoor het systeem overbelast kan raken en de boodschappen niet of niet bij iedereen overkomen. Dit was bijvoorbeeld het geval tijdens:
  - de schietpartij op het strand van Hoek van Holland tijdens Sunset Grooves in 2009
  - de aanslag op Koninginnedag 2009
  - de crash van Turkish Airlines-vlucht 1951 in 2009
  - de Schipholbrand in 2005

Op dergelijke momenten is een speciaal communicatiesysteem juist van cruciaal belang, ook omdat het mobiele telefoonverkeer dan vaak uitvalt. 
Overbelasting hoeft niet aan het systeem zelf te wijten te zijn, het kan ook aan de gebruikers liggen die te veel berichten via een enkele gespreksgroep (vergelijkbaar met een analoog kanaal) verzenden. Bij de ongeregeldheden op het strand van Hoek van Holland maakten bijvoorbeeld 60 agenten gebruik van een enkele gespreksgroep, waar maar één persoon tegelijk kan praten. Bij een te grote afstand tot een zendmast kunnen gebruikers onvoldoende dekking hebben.
Bij de Turkish Airlines crash schoot volgens het rapport van de Onderzoeksraad voor Veiligheid de etherdiscipline bij gebruikers van het C2000-systeem tekort. Dit leidde tot overbelasting.
Het Ministerie van Binnenlandse Zaken deed onderzoek naar het functioneren van C2000. Politievakbond ACP wilde dat er een ander communicatiesysteem beschikbaar kwam. Volgens deskundigen ging het niet om technisch falen van het systeem, maar om protocolfouten of beleidsproblemen: het systeem werd niet op de juiste wijze of voor de bedoelde doeleinden gebruikt.

## Particuliere netwerken
Het C2000/P2000-netwerk is exclusief toegewezen aan de hulpdiensten. Voor bedrijven en organisaties buiten de openbare orde en veiligheid is sinds december 2005 een landelijk TETRA netwerk aangelegd. Dit netwerk wordt uitgebaat door de commerciële operator Entropia Digital, voorheen Mission Critical Communication Networks (MCCN). Dit netwerk maakt gebruik van dezelfde Motorola-infrastructuur als waar C2000 mee is gebouwd. Het Entropia Digital-netwerk gebruikt frequenties in de frequentieband voor commerciële trunking (410-430 MHz). Daarnaast hebben o.a. het GVB, de RET, de HTM, Tata Steel IJmuiden en Chemelot een eigen Tetra netwerk in gebruik voor hun interne bedrijfsprocessen. 
Naast het landelijk TETRA-netwerk is het voor bedrijven en organisaties ook mogelijk om gebruik te maken van het Mobitex netwerk of een PAGING-netwerk. Het PAGING netwerk en het TETRA-netwerk worden beheerd en onderhouden door twee met elkaar concurrerende netwerkoperators (KPN en CallMax) en kan in het geval van het ERMES Paging Protocol net als bij C2000 versleutelde berichten verzenden. Het Mobitex netwerk wordt in de Benelux door RAM Mobile Data beheerd en onderhouden.